# Metabotropie
Ein metabotroper Rezeptor ist ein Zellmembran-Rezeptor. Hauptunterschied zum ionotropen Rezeptor ist, dass sich auf der intrazellulären Seite des Rezeptors eine weitere Signalkaskade, der Second-Messenger-Weg, anschließt. Diese Teilung der Signalkaskade führt zu erheblich längeren Reaktionszeiten, die bis in den Bereich von Sekunden gehen können. Daher sind die metabotropen Rezeptoren langsame Rezeptoren.
Metabotrope Rezeptoren haben also keinen direkten Einfluss auf die Ionenverhältnisse und -ströme und damit auf das Membranpotential. Die meisten wasserlöslichen Hormone und viele Transmitter im Nervensystem benutzen solche Rezeptoren. 
Man unterscheidet bei der Second-Messenger-Signaltransduktion zwischen G-Protein-gekoppelten Rezeptoren und Enzym-gekoppelten Rezeptoren.

## G-Protein-gekoppelte Rezeptoren
Hauptartikel: G-Protein-gekoppelter Rezeptor
Bei G-Protein-gekoppelten Rezeptoren erfolgt die Kopplung des Signals über ein G-Protein auf der intrazellulären Seite. Dieses kann dann je nach Rezeptor und G-Protein-Typ zu einer Aktivierung des IP3/DAG-Weges oder zu einer Erhöhung oder Erniedrigung des cAMP-Spiegels führen.
Beispiele sind die Adrenorezeptoren, welche durch Katecholamine (also Adrenalin und Noradrenalin) aktiviert werden und der muskarinische Acetylcholin-Rezeptor.
Der Second-Messenger führt dann in der Zelle zu dem gewünschten Effekt, also zum Beispiel zu einem Calcium-Einstrom beim IP3/DAG-Weg und damit zu einer Kontraktion einer (glatten) Muskelzelle oder beim cAMP-Weg zu einem An- und Ausschalten (Interkonversion) von Enzymen.

## Enzym-gekoppelte Rezeptoren
Hauptartikel: Enzym-gekoppelter Rezeptor
Eine gängige Variante führt zu einer Autophosphorylierung von Tyrosin-Resten auf der intrazellulären Seite des Rezeptors (Beispielsweise der Insulin-Rezeptor) und damit zu einer Signalweiterleitung.